# 동우에이앤이
동우에이앤이는 대한민국의 애니메이션 제작사이다.
1991년 3월 개인 기업 형태로(구) 세영동화 (구) 동우동화가 설립되었으며, 1999년 4월 기존 (구) 동우동화를 폐업처리하고 (구) 동우애니메이션(영어: Dongwoo Animation Co., Ltd. 신규 설립하였다. 2005년 6월 1일 외국인투자기업으로 등록되었으며, 2007년 4월 자회사 동우유니아트를 부산에 설립하였다. 2012년 4월 (구) 동우애니메이션 & 엔터테인먼트(영어: DongWoo Animation & Entertainment)의 약칭인 현 상호로 변경하였다.
1990년대에는 일본애니메이션 제작업체인 스튜디오 갤럽작품의 작화만 담당하였으나, 2000년도부터 바스토프레몬을 시작으로 창작 및 합작애니메이션을 제작하였다.

## 연혁
- 동우에이앤이 (구)동우동화 (구) 동우애니메이션 (구) 세영동화 홈페이지를 참고
- (구) 세영동화 제작 작품 있다. (현) 동우에이앤이

## KBS
1987~1988년
- 아기공룡 둘리 1 2기 KBS제작

1990년
- 은비 까비의 옛날 옛적에 세영동화 한호흥업 동우A&E 애니 제작

2000년
12월 '바스토프레몬' 기획안 공모 선정
2001년
5월 기획창작작품 '바스토프레몬 (6개월)
2002년
8월 기획창작작품 채채퐁 김치퐁 공동 애니제작 (6개월)
- 7월 '바스토프레몬' 디지털콘텐츠대상 2/4분기 디지털영상부문 동상 수상(정보통신부)
- 11월 '바스토프레몬' 2001대한민국 영상만화대상 공모전 TV시리즈부문 우수상 선정
- '바스토프레몬' 2001디지털콘텐츠대상 동상 수상 (한국소프트웨어진흥원)
- '바스토프레몬' 디지털이노베이션 대상 100선 선정 (한국일보) 무역의 날 '300만불 수출의 탑' 수상 (산업자원부)
- 2002년
- '바스토프레몬' HDTV용 디지털영상콘텐츠 제작기술개발사업 지원작 선정(한국문화콘텐츠진흥원)
- <채채퐁 김치퐁> 26부작 TV시리즈 공동 애니제작
- 2006년
- <찾아라 파워스톤> 26부작 TV시리즈 공동 애니제작
- 2007년
- <다오배찌 붐힐대소동> 26부작 TV시리즈 공동제작
- 2008년
- <브리스톨탐험대> 26부작 TV시리즈 공동제작 기획
- 2012년
- <꾸러기 케라톱스 코리요> 13부작 TV시리즈 동우A&E.공동제작
- <빠뿌야 놀자> 52부작  TV시리즈 동우A&E 공동제작
- 2025년
- 드라마 아이돌레인저 파워버스터즈 TV시리즈 동우에이앤이 공동제작 방송사 미정

### 투니버스
2016년 ~ 2017년
- 신비아파트: 고스트볼의 비밀 제작협력

2018 ~ 2019년 : KBS 2 방영
- 신비아파트: 고스트볼 X의 탄생 두번째 이야기 제작협력

2021년 : KBS 1 방영
- 신비아파트: 고스트볼Z: 어둠의 퇴마사 장독대+제작협력

2022년 : KBS 1 방영
- 신비아파트: 고스트볼Z: 귀도퇴마사 장독대+제작협력

2023년 : KBS 2 방영
- 신비아파트 고스트볼 ZERO 캠프+제작협력 Part.2

## KBS
한국
- 동화나라 ABC
- 해상왕 장보고
- 떠돌이 까치
- 달타냥의 모험
- 2020년 우주의 원더키디
- 외계소년 위제트
- 초롱이의 옛날여행
- 원탁의 삼총사
- 채채퐁 김치퐁

### 영화애니메이션
- 검정고무신: 즐거운 나의 집 디지털 지원

일본
- 트랜스포머
- 쥐라기 월드컵
- 리리카 SOS
- 트랜스포머 TV시리즈
- 트랜스포머 카로봇

외주 제작
- 개구쟁이 스머프
- 말괄량이 삼총사
- 캡틴플래닛
- 히메짱의리본
- 슈에이샤
- 빨간망토 차차
- 아이들의 장난감 스튜디오 딘 공동제작
- 바람의 검심
- 유희왕
- 유희왕 듀얼몬스터즈
- 유희왕 GX 파이브디즈 제작
- 소닉 더 헤지혹 ZERO-4

### 타사
2001년
- 6월 기획창작작품 유니미니펫 (6개월)

2002년
- 4월 '그리스로마신화-올림포스가디언' 공동프로젝트 계약 체결 (SBS, 가나미디어)

2003년
- 12월 '그리스로마신화-올림포스가디언' 2003디지털콘텐츠대상 TV부문 대상 수상(정보통신부)
- '유니미니펫' 2003대한민국문화콘텐츠수출 대상 수상 (문화관광부)
- 2005년
- 9월 52부작TV시리즈 한.중.일.홍콩 공동제작 IHI방영(접지전사)
- 2006년
- <두근두근비밀친구> 51부작 TV시리즈 한.일 공동제작
- <거북이특공대> TV시리즈 방영 및 캐릭터 라이선스 사업 개시
- 2007년
- <매지네이션> 26부작 TV시리즈 제작
- 2009년
- <뉴 아기공룡둘리> 26부작 TV시리즈 KBS 리메이크 제작
- 2012년
- <꿈의 보석 프리즘스톤(프리티 리듬 디어 마이 퓨처)> 51부작 TV시리즈 공동제작 기획

2009년
- 피니와 퍼브 TV시리즈 제작. 미국 디즈니XD 방영
- 보거스는 내 친구
- 독고탁의 비둘기 합창
- 월리를 찾아라
- 꿈돌이 (애니메이션)
- 통통이 삼총사*
- 빛돌이 우주 2만리
- 어린이의 눈은 속일 수 없습니다.
- 우주전함 야마토 파이널
- 신비한 바다의 나디아
- 몬타나 존스
- 비스트 워즈 세컨드
- 블론디
- 출동! 지구특공대
- 앨빈과 슈퍼밴드
- 팬텀 2040

### 영화 제작 애니메이션
2001년
- 8월 '마테오' 2001장편애니메이션 개발지원사업 지원작 선정 (영화진흥위원회)
- 2002년
- 9월 '마테오' 스타프로젝트 지원작 선정 (한국문화콘텐츠진흥원) '포트리스' 공동프로젝트 계약 체결
- 2004년
- 7월 장편 애니메이션 '날으는 돼지, 해적 마테오' 개봉

### 동우에이앤이 자회사 연혁
- 1990년대
  - 1991년 3월 (구) 동우동화 설립
  - 1994년 (日) Studio Gallop OEM 1순위 업체 선정
  - 1998년 (美) 콜롬비아사와 직거래 계약 체결
  - 1999년 4월 (구) 동우애니메이션주식회사 법인전환(관악구 봉천동에서 자본금 50,000,000원으로 설립.)
- 2000년
  - 3월 '벤처기업' 지정 (중소기업청), 본사를 구로구 구로동으로 이전.
  - 5월 '수출유망중소기업' 선정 (중소기업진흥공단)
  - 6월 '뉴밀레늄애니메이션주식회사' 지분 인수
  - 8월 '우량기술기업' 선정 (기술신용보증기금)
  - 10월 '주식회사에이아이씨코리아' 출자 설립
  - 12월 ISO 9001:2000/KS A 9001:2001 품질경영시스템 인증 획득 (업계 최초) 2001디지털이노베이션대상 소프트웨어/컨텐츠분야 종합대상 수상(정보통신부)
- 2002년
  - 1월 미국 현지사무소 개설(Norwalk City, California) '세계 10대 애니메이션 제작사' 선정 ((美)Animation Magazine)
  - 2월 'What about MiMi?', 'Yvon of the Yukon' 공동제작 계약 체결 ((캐)Studio B)
  - 8월 'Teenage Mutant Ninja Turtles' 공동프로젝트 계약 체결 (4Kids Entertainment)
  - '아프리카 아프리카' HDTV용 디지털영상콘텐츠 제작기술개발사업 지원작 선정(한국문화콘텐츠진흥원)
  - 12월 '500만불 수출의 탑' 수상 (산업자원부)
- 2003년
  - 1월 On-line 게임 '에스피리드' Beta Service 운영 개시
  - 4월 사옥이전 (8개 스튜디오 / 2,000평 규모)
- 2004년
  - 1월 'DPMS(Dongwoo Production Management System)' 제작관리프로그램 등록 (업계 최초)
  - 3월 '아프리카 아프리카' 동경국제애니메이션페어 2004(TAF 2004) 일반공모부문 '그랑프리' 수상 (Tokyo Anime Award)
  - 5월 강원사무소, 미국사무소 설립
  - 11월 제41회 무역의 날 ‘1,000만불 수출의 탑’ 수상 및 유공자 대통령 표창.
  - 12월 2004대한민국애니메이션대상 최우수상 <아프리카 아프리카>
- 2005년
  - 4월 투명경영인증 (기술신용보증기금)
  - 5월 과학기술부장관 표창장 수상(지역혁신 선도기업)
  - 6월 외국인 투자기업 등록 자본금 400백만원 증자
  - 11월 유망중소기업 선정 (한국산업은행)
- 2010년 USA
  - 3월 미국사무소 폐지.
- 2013년 KOREA
  - 11월 송도지점 설치.
- 2014년
  - 4월 서울중앙지방법원 회생절차 개시
  - 11월 서울중앙지방법원 회생절차 종결. 강원사무소, 송도지점 폐지.
- 2020년
- 4월 순천사무소 설치.
- 2022년
  - 검정고무신: 즐거운 나의 집 영화 디지털 지원

## 창작 제작 애니메이션
- KBS방영 동우A&E 공동제작
- 은비 까비의 옛날 옛적에
- 채채퐁 김치퐁
- 꾸러기 케라톱스 코리요
- 바스토프 레몬
- 다오배찌 붐힐대소동
- 브리스톨 탐험대
- 아기공룡 둘리
- 타사 방영 동우A&E 공동제작
- 유니미니펫
- 올림포스 가디언
- 두근두근 비밀친구
- 아기공룡 둘리 KBS 리메이크 제작
- 내 친구 해치
- 스캔2고
- 쥬블스
- 꿈의 보석 프리즘스톤
- 꿈의 라이브 프리즘스톤
- 파워왕 매치업 키퍼
- 매일엄마
- KARA The Animation
- 프리파라
- 왓챠 프리마지!
- 비밀의 아이프리 (예정)

### 외주 자회사
- 대원미디어
- 스튜디오 카브 폐업

## 본사
- 본사: 서울 구로구 디지털로27길 36 (구로동)
- 지사: 전라남도 순천시 중앙로 255, 산학협력관 704호, 705호 (석현동, 순천대학교)

## 같이 보기
- 러프 드래프트 스튜디오